# Grobleben
Grobleben is een plaats en voormalige gemeente in de Duitse deelstaat Saksen-Anhalt, en maakt deel uit van de Landkreis Stendal.
Grobleben ligt in de gemeente Tangermünde en ligt 5 kilometer ten westen van de stad van die naam. 
De evangelisch-lutherse dorpskerk van het plaatsje dateert uit de 13e eeuw.
Zie verder onder Tangermünde.